# Алле, Альфонс
Альфо́нс Алле́ (фр. Alphonse Allais; 20 октября 1854, Онфлёр (департамент Кальвадос) — 28 октября 1905, Париж) — французский журналист, эксцентричный писатель и чёрный юморист, известный своим острым языком и мрачными абсурдистскими выходками, на четверть века предвосхитившими известные эпатажные выставки дадаистов и сюрреалистов |1910-х и 1920-х годов.
Также Альфонс Алле был известен как «тайный» родоначальник и предтеча концептуализма и минимализма в литературе, живописи и даже в музыке. 
Своей похоронно-эксцентрической пьесой «Месть Магнума» (1893—1895) он более чем на полвека предвосхитил минимализм в театре и беллетристике:7—9.
Более чем за четверть века до знаменитого «Чёрного квадрата» Казимира Малевича, в 1882—1884 годах Альфонс Алле изобрёл свою «монохромную живопись» («Чёрный почти квадрат» 1882 г.), формально уступил на первой выставке своему приятелю того времени, тоже писателю-юмористу Полю Бийо). 
И наконец, своим «Похоронным маршем на смерть Великого Глухого» Альфонс Алле на пятьдесят пять лет опередил эпатажную минималистическую музыкальную пьесу «4′33″» Джона Кейджа, представляющую собой четыре с половиной «минуты молчания».:7—9
Альфонс Алле был не только экстравагантным писателем,  художником и неординарным человеком, но и «эксцентрическим философом». Его творчество и способ себя вести обладал свойством тотальности. Он был оригинален не только в своих рассказах, афоризмах, сказках, стихах или картинах, но и в самой обычной повседневной жизни, потому что «ни в чём для него не было центра».:7—9

## Биография
Альфонс Алле родился 20 октября 1854 года в Онфлёре (департамент Кальвадос) по адресу Верхняя улица, дом 119:11, в семье фармацевта Шарля-Огюста Алле и его жены Альфонсины, в девичестве Вивьен (фр. Vivien). Альфонс был вторым ребёнком и первым сыном после своей старшей сестры Жанны-Розы-Матильды.  Ребёнок был крещён 28 октября в церкви Св. Екатерины, и на следующий день в газете «Онфлёрское Эхо» было напечатано объявление о его рождении:p.V.
Отец Альфонса был человеком старых правил, очень честным и высокопорядочным. Он не сделал состояния. В те времена профессия фармацевта состояла не столько в том, чтобы продавать готовые лекарственные препараты, сколько в том, чтобы выписывать рецепты, смешивать порошки и дозировать жидкости. Таким образом, господин Алле-старший был, прежде всего, химиком и лаборантом.
Онфлёр в те времена был маленьким портовым городком на берегу Ла-Манша. Позднее он будет вспоминать про свой дорогой Онфлёр, что «там было до смешного жарко… для такого маленького городка».:15
Спустя двенадцать лет на расстоянии нескольких шагов от этого места по адресу Верхняя улица, дом 122, родился такой же композитор, как и Альфонс Алле писатель — Эрик Сати. И Альфонс Алле, и Эрик Сати в детстве посещали коллеж, находящийся под руководством директора Артура Будена (фр. Arthur Boudin), откуда вынесли самые неприятные воспоминания о годах учения и тех людях, которые «учат».
Когда в семье кто-нибудь заболевал и требовалась серьёзная консультация, из Руана срочно звали друга семьи, доктора Флобера, который охотно усаживался за семейный стол и много рассказывал о своём знаменитом брате.:p.V-VI
Наскоро окончив обучение и получив к семнадцати годам звание бакалавра, Альфонс Алле (в качестве ассистента или стажёра) поступил в аптеку собственного отца, находившуюся на той же самой «Верхней улице, только немного пониже», (то есть, ближе к началу). Быть ассистентом собственного отца…, не так плохо для начала карьеры. Отец Альфонса с большой гордостью наметил для него карьеру великого химика или фармацевта. Будущее покажет: Альфонс Алле с блеском оправдал надежды своего аптечного отца. Он стал более чем химиком и глубже чем фармацевтом. Однако даже и самое начало его деятельности в семейной аптеке уже оказалось весьма многообещающим. В качестве дебюта Альфонс провёл несколько смелых опытов по воздействию на пациентов высококачественного плацебо своей оригинальной рецептуры, синтезировал оригинальные поддельные лекарства, а также «собственноручно» поставил несколько необычайно интересных диагнозов. О своих первых маленьких аптечных триумфах он с удовольствием расскажет немного позднее, в своей сказке: «Высоты дарвинизма».

«…У меня кое-что нашлось и для дамы, жестоко страдавшей желудком:
Дама: — Я не знаю, что со мной, сначала еда поднимается наверх, а потом опускается вниз…
Альфонс: — Прошу прощения, мадам, вы случайно не проглотили лифт?»:12— (Альфонс Алле, «Обхохотался!»)
Обнаружив самые первые успехи своего сына в области фармацевтики, отец с удовольствием отослал его из Онфлёра в Париж, где и прошёл остаток жизни Альфонса Алле. Изредка он приезжал погостить обратно, чаще всего — с Эриком Сати, и чаще всего — за деньгами, которые ему вечно отмеряли на аптечных весах. «Как жаль, что мой отец не был мясником», — говорил по этому поводу его сын. Отец направил его стажироваться в аптеку одного своего близкого знакомого. По более близком рассмотрении, спустя несколько лет эта аптека оказалась привилегированным масонским кабаре «Чёрная кошка», где Альфонс Алле с большим успехом продолжал составлять свои рецепты и залечивать недужных. Этим уважаемым делом он занимался практически до конца своей жизни. Его дружба с Шарлем Кро (знаменитым изобретателем фонографа) должна была бы вернуть его к научным исследованиям, но этим планам снова не суждено было сбыться. Фундаментальные научные работы Альфонса Алле представляют собой вклад в науку, хотя сегодня они значительно менее известны, чем он сам.:13 Альфонс Алле успел опубликовать свои серьёзнейшие исследования по цветной фотографии, а также пространную работу по синтезу каучука (и вытягиванию резины). Кроме того, он получил патент на собственный рецепт приготовления лиофилизированного кофе.:13
В возрасте 41 года Альфонс Алле женился на Маргарит Алле, в 1895 году. Молодая чета поселилась прямо в Париже, в жилом доме № 7 по улице Эдуар-Детай (фр. Edouard Detaille). Между прочим, музей Альфонса Алле, как утверждают его организаторы, «самый маленький в мире» до сих пор находится вовсе не по этому адресу, а в самой настоящей аутентичной парижской комнате, где Альфонс Алле не только никогда не жил, не ел, не спал, но даже и не мог там бывать.:14

«…Нужно быть терпимее к человеку, всё же, не будем забывать о том, в какую примитивную эпоху он был сотворён».:16— (Альфонс Алле, «Штучки»)

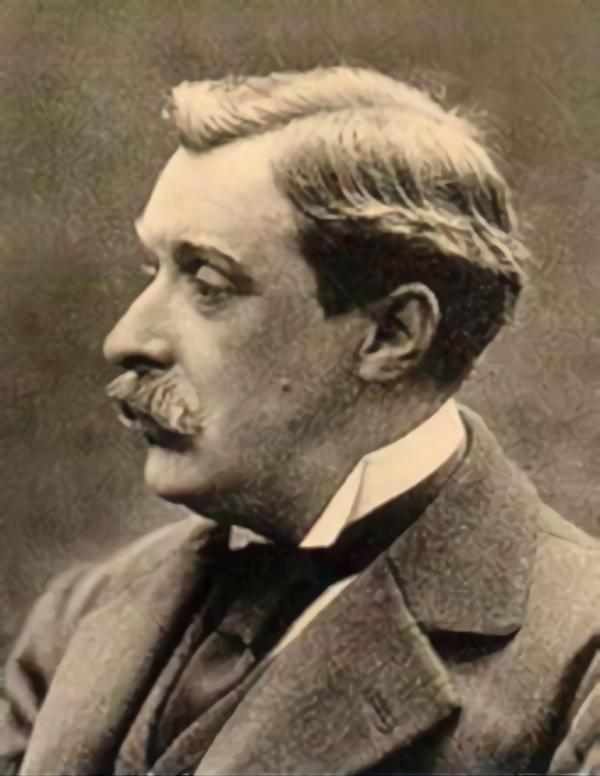
Альфонс Алле (конец XIX века)

Он умер в одной из комнат отеля «Британия» (фр. Britannia), что на рю Амстердам, неподалёку от кафе «Остен-Фокс» (фр. Austin-Fox), где Альфонс Алле провёл много свободного времени. Накануне врач строжайшим образом прописал ему шесть месяцев не вставать в постели, только тогда выздоровление представлялось возможным. В противном случае — смерть. «Забавные люди, эти врачи! Они серьёзно думают, что смерть страшнее, чем шесть месяцев в постели»! Едва только врач скрылся за дверью, Альфонс Алле быстро собрался и провёл вечер в ресторане,:p.XLVIII а другу, который провожал его обратно до гостиницы, он рассказал свой последний анекдот:
«Имейте в виду, завтра я буду уже труп! Вы найдёте, что это остроумно, но я уже не буду смеяться вместе с вами. Теперь вы останетесь смеяться — без меня. Итак, завтра я буду мёртв!»:10 В полном соответствии со своей последней весёлой шуткой, он скончался на следующий день, 28 октября 1905 года.

"…Как говорила вдова человека, умершего после консилиума трёх лучших врачей Парижа: «Но что же он мог сделать один, больной, против троих — здоровых?»:11— (Альфонс Алле, «Штучки» )
Альфонс Алле был похоронен на парижском кладбище Сент-Уан (фр. Saint-Ouen). Спустя 39 лет, в апреле 1944 года его могила была стёрта с лица земли и исчезла без малейшего остатка под дружественными бомбами французской освободительной армии Шарля де Голля (фр. RAF). В 2005 году воображаемые останки Альфонса Алле торжественно (с большой помпой) были перенесены на «вершину» холма Монмартр.:16
После Второй мировой войны во Франции была организована и до сих пор активно действует политическая Ассоциация Абсолютных Апологетов Альфонса Алле (сокращённо «A.A.A.A.A.») Эта сплочённая группа фанатично настроенных людей представляет собой общественный орган, в котором выше всех прочих прелестей жизни ценят юмор Альфонса. ААААА, кроме всего прочего, имеет свой юридический адрес, банковский счёт и штаб-квартиру в «Самом Маленьком Музее Альфонса Алле» на Верхней улице (немного ниже, чем та, где родился Эрик Сати) города Онфлёр (Кальвадос, Нормандия, Аптека).:17

«…В жизни часто случаются такие минуты, когда отсутствие людоедов ощущается крайне болезненно»:17.— (Альфонс Алле, «Штучки»)
Каждую субботу ближе к вечеру музей Альфонса открыт для свободного посещения всех желающих. К услугам посетителей лабораторные опыты «а-ля Алле», химические дегустации «а-ля Алле», диагнозы «а-ля Алле», недорогие (но очень эффективные) желудочные таблетки «пур Алле» и даже прямой разговор по старинному телефону «Алло, Алле».:18 Все указанные услуги можно получить за какие-то полчаса в сумрачных кулисах онфлёрской аптеки, где родился Альфонс Алле. Это чрезвычайно тесное помещение также было объявлено самым маленьким музеем в мире, не исключая также и самый маленький в мире музей «аутентическая комната» Альфонса Алле в Париже, и самый маленький музей «Шкаф Эрика Сати» в Министерстве культуры Франции. Эти три самых маленьких музея в мире соперничают за звание, кто меньше. Бессменным экскурсоводом Алле долгие годы является некий человек, Жан-Ив Лорио, постоянно имеющий при себе официальный документ, подтверждающий, что он является незаконной реинкарнацией великого юмориста Альфонса Алле.

«Отъехать — это совсем немного умереть. Но умереть — это очень сильно отъехать!»:18— (Альфонс Алле, «Штучки»)

## Литературная биография

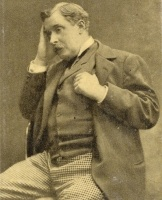
Альфонс Алле в роли писателя (конец XIX века)

Альфонс Алле порвал с аптеками и начал регулярно публиковаться очень давно, — это было, кажется, в 1880-82 году. Первый неосторожный рассказ Альфонса положил начало его 25-летней писательской жизни. Ни в чём он не терпел порядка и прямо заявлял «Даже и не надейтесь, я — непорядочный». Писал в кафе, урывками, над книгами почти не работал, и выглядело это примерно так: «Не говорите глупостей…, чтобы я сидел, не отрывая задницы, и корпел над книгой? — это же невозможно смешно! Нет, лучше я всё-таки её оторву!»:18
Первая книжка Альфонса Алле под названием «Белая ночь красного гусара» (фр. La Nuit blanche d’un hussard rouge) вышла в начале 1887 года в издательстве Оллендорф, это была брошюрка из 36 страниц с иллюстрациями художника Каран д’Аша.:p.XXII С этого момента сборники Алле стали выходить ежегодно, а иногда и по два, и так продолжалось до 1900 года, после чего Альфонс перестал работать с парижскими издателями. В основном его литературное творчество состоит из рассказов и сказок, которые он писал в среднем по две-три штуки в неделю. Имея «тяжкую обязанность» вести смехотворную колонку, а иногда даже целую колонну в журнале или газете, ему и поневоле приходилось чуть ли не через день «смеяться за деньги». За свою жизнь он сменил семь газет, некоторые имел по очереди, а три — одновременно. Особенно он отметился в масонском журнале кабаре «Чёрный кот» (фр. Le Chat Noir), с которого начал свою нешуточную карьеру и где позднее стал редактором, самым смешным редактором на свете, несомненно.

«Никогда не откладывай на завтра то, что можешь сделать послезавтра».:20— (Альфонс Алле, «Штучки»)
Однако количество газет, в которых писал Алле, на самом деле было гораздо больше, чем могло показаться на первый взгляд. В 1880-е годы в Париже был весьма известен некий Франси́с Сарсе́й (фр. Francisque Sarcey), литературный критик авторитетной газеты «Тан» (фр. Le Temps). Автором многих, если даже не большинства его статей был… начинающий журналист Альфонс Алле.:20 Этот Сарсей представлял собой человека не слишком трудолюбивого, но зато был весьма важен и вальяжен. Точнее говоря, «он имел вес». Он охотно позволял «некоторым» подписываться своей фамилией, за кое-какой «процент», разумеется. Кроме того, не имея фамилии Сарсей — навряд ли какому-то Алле удалось бы публиковаться в «Тан». Так, статья за статьёй, месяц за месяцем, постепенно блестящее имя Сарсея вошло в легенды. Очень популярный в журнале и кабаре «Чёрный кот» под фамильярным прозвищем «наш дядюшка» (или просто «Сарсе́юшка»), с каждым годом он всё чаще выпускал в свет за своей подписью статьи, к которым не имел никакого отношения. Начав использовать этот своеобразный пародийный «псевдоним» под своими статьями с 1886 года,:p.XXXIX , уже пару лет спустя их главный автор, Альфонс Алле, имел полное право заявить во всеуслышание:

«Только две персоны в Париже имеют полное право подписываться „Сарсей“; сначала — это я, и только потом — уже сам господин Франсис Сарсей».— (Альфонс Алле, «Японский фонарь» №5, 24 ноября 1888, с.2-3)
Таким образом, прежде всего живой эксцентрик, потом немного журналист и редактор, и только в последнюю очередь писатель, Алле работал вечно в спешке, писал десятки своих «сказок», сотни рассказов и тысячи статей на левой коленке, впопыхах и чаще всего — за столиком (или под столиком) в кафе. Потому многое из его работ утеряно, ещё большее утеряло ценность, но более всего — так и осталось на кончике языка — ненаписанным. Совсем не случайно один из рассказов Альфонса Алле «Ботинок» (фр. Le bottin) начинается таким экзерсисом:

«По правде говоря, я испытываю жуткое омерзение к жизни в кафе. Прежде всего потому, конечно, что время, проведённое в подобного рода заведениях безнадёжно украдено у благочестия и молитвы… Увы, современная жизнь такова, (хотя и говорят, что в Средние века современная жизнь была совсем другой), но теперь даже самые суровые молодцы, выбиваясь из последних сил, всё-таки заставляют себя изо дня день волочить ноги в кафе, чтобы стать хотя бы немного похожими на самого Настоящего пьянчужку из-под забора».— (Альфонс Алле, «Левый ботинок»,:46-51 рассказ.)
Тот самый Альфонс Алле, который испытывал «жуткое омерзение к жизни в кафе», он назначал встречи в кафе, ел в кафе, сочинял в кафе, жил в кафе, да так и умер в одном из этих кафе под названием «Остен-Фокс», находящемся на улице Амстердам в Париже. Ради окончательной чистоты картины ниже приведена маленькая выдержка из статьи Эрика Сати, написанной тридцать лет спустя после предыдущего «Ботинка» Альфонса Алле. И вот что там можно увидеть:

«…Конечно, и мне иногда случается заходить в Кафе; но, во всяком случае, я прячусь — и не из-за лицемерия (которое также достойно порицания), но только по совету благоразумной осторожности — и, главным образом, чтобы меня не было видно. Мне было бы стыдно, если бы меня увидели, здесь, потому что, как меня часто предупреждал дядюшка Альфонс Алле: „это может вызвать осечку при женитьбе“. Что такое может из себя представлять эта „осечка“, он не пояснял. Но я до сих пор ему верю. Как самому себе».— (Эрик Сати, «Нехороший пример», Catalogue №5, октябрь 1922.)
Альфонс Алле никогда не останавливался на чём-то одном. Он желал написать сразу всё, охватить всё, преуспеть во всём, но ни в чём конкретно. Даже чисто литературные жанры у него вечно путаются, рассыпаются и подменяют один другого. Под видом статей он писал рассказы, под названием сказок — он описывал своих знакомых, вместо стихов писал каламбуры, говорил «басни» — но имел в виду чёрный юмор, и даже научные изобретения в его руках приобретали жестокий вид сатиры на человеческую науку и человеческую природу…

«…С деньгами даже бедность переносится легче, не правда ли?»:23— (Альфонс Алле, «Штучки»)
Альфонс Алле слабо заботился об отдельных изданиях своих произведений. Только немногие рассказы и «сказки» из громадного числа публикаций в еженедельниках «Чёрный кот», «Журнал» (фр. Le Journal) и «Улыбка» (фр. Le Sourire) были отобраны им самим по просьбе издателей и опубликованы при жизни Альфонса Алле. Вот названия этих сборников, они говорят сами за себя: «Обхохотался!» (1891), «Живи жизнь!» (1892), «Два и два пять» (1895), «Мы не говядина» (1896), «Любовь, наслаждение и органы» (1898), «Не давайте себя поразить!» (1900) и «Капитан Кап» (1902).

«Что есть лентяй: это человек, который даже не делает вид, что работает».:19— (Альфонс Алле, «Штучки»)

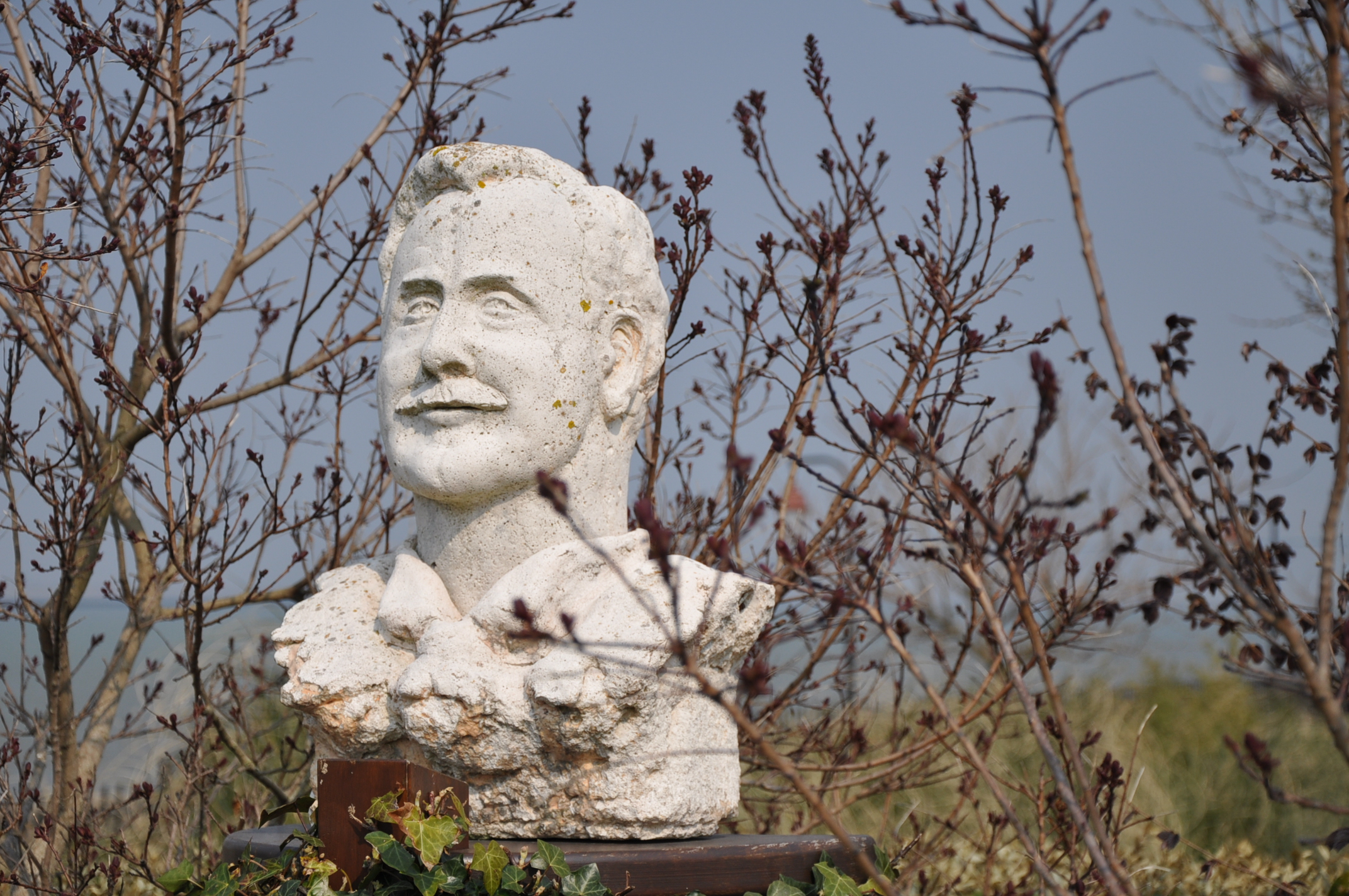
Бюст художника в Нормандии

Отдельную литературную главу составляет поэзия Альфонса Алле. Более всего из своих опытов он ценил свои однострочные (или двустрочные) стихи в известной форме панторифмы (или «holorhyme»), составленные из «гомофонов» — то есть, чистой игры однозвучных слов и разноречивых звуков. Каждое отдельное слово в этих стихах повторялось в виде другого слова похожего звучания в следующей строчке, отчего рифма оказывалась не в конце строки, как обычно, а вся строка представляла собой одну сплошную рифму. Практически невозможная к переводу на другой язык, эта каламбурная поэзия спустя двадцать-тридцать лет получила продолжение в бредовых стихах дадаистов, автоматическом письме сюрреалистов и «зауми» обериутов. Самое отдалённое представление об опытах Алле может дать своеобразный парафраз на припев популярной песенки Михаила Савоярова «Из-за дам», крайне лаконичное стихотворение Хармса: «За дам задам по задам» (интересно бы знать, кто бы взялся перевести его — на французский?) У Хармса от двух строк осталась половина, а вместо обычных для Алле пяти-шести слов — всего одно.:24 Вот один из примеров словесной эквилибристики Альфонса Алле:

«Par les bois du djinn où s’entasse de l’effroi,
Parle et bois du gin ou cent tasses de lait froid».
Обе строки при беглом прочтении звучат на слух почти неотличимо, однако означают изысканную поэтическую бессмыслицу, притом совершенно разную по содержанию. Сам Альфонс Алле комментировал собственные эксперименты примерно так: «Может быть, рифма и не слишком богата, но зато мне — нравится. Во всяком случае, это лучше, чем выглядеть „поэтом“ и на каждом шагу проваливаться в банальность».:25 Его чисто онфлёрское жонглёрское искусство и здесь снова состоит в том, чтобы свободно играть словами, звуками и смыслами — вплоть до их полного соединения и потери. Его цель при этом — свобода, или хотя бы её видимость. («Ах, мне здесь душно, мне здесь жарко, могу ли я наконец открыть скобки»).

«Труднее всего пережить — конец месяца, особенно последние тридцать дней».:25— (Альфонс Алле, «Штучки»)
В 1892 году, когда его молодой друг Эрик Сати ушёл из «жреческого театра» Розы и Креста и порвал с главным «жрецом» и драматургом-демиургом Жозефеном Пеладаном, Альфонс Алле тут же отреагировал на конфликт, очень кстати ввернув своё очередное острое словцо. Это был то ли каламбур, то ли ещё одно «гомофонное стихотворение» о «маге» Пеладане, которого он назвал «фальшивым магом из Ливаро». Французы легко поймут виртуозную игру слов: эта строчка звучала как «фо-маж де Ливаро» — и сочетание «фо-маж» одновременно можно было понимать как «фальшивый маг» или «фромаж де Ливаро» — особо вонючий сорт рыжего плесневого сыра. Одновременно «досталось» и самому Эрику Сати, который тут же получил своё первое крылатое прозвище, ходившее за ним по пятам всю жизнь:

«Рад сообщить, что мы выкинули Пеладана вместе с его нудной кафедрой! Как сразу хорошо и свободно стало без него… И как сразу захотелось самому стать Пеладаном. Спустя тридцать лет вынужден признаться, мне это удалось неважно. С одной стороны. Но с другой стороны, мой дорогой Альфонс, вернее, мой земляк дядюшка Альфонс Алле, большой острослов, как только я хорошенько поддал Пеладану под одно место, сразу окрестил меня в двух словах: „Эзотерик Сати, или Эри́к Эзотери́к“. Честное слово, я и сейчас почти счастлив, когда вижу это слово, без уточнения…»— (Эрик Сати, Юрий Ханон, «Воспоминания задним числом», ноябрь 1892)
Здесь более всего видно, что для Альфонса Алле не было чёткой границы между искусством и жизнью, между шуткой и литературой. Природный норманнский жонглёр словами, тонкий лингвист, виртуозный мастер каламбура, игра слов — вот его главный конёк и призвание. Чаще всего этот путь приводил Альфонса Алле к абсурду, случайному открытию или так называемому чёрному юмору. «Печёный картофель легче усваивается, чем глиняное яблоко». «Клубни бессмыслицы дальше летят, чем клобуки благочестия». «Зёрна глупости легче всходят, чем плевелы разума».:26

«Победа скупости: научиться спать на соринках, которых не видишь в своём глазу и отапливать зимой квартиру брёвнами, которые видишь в чужом».— (Альфонс Алле, «Штучки»)
Капитан Кап из последнего сборника Альфонса Алле — это ещё один символ пути к основанию смысла, той глубинной подземной редиске, где все смыслы соединяются и немедленно теряют смысл. Вот его последние слова: «Бюрократия — это типичные микробы, о чём с ними разговаривать? Ведь мы не ведём переговоры с микробами. Мы их убиваем».:27 Ну что ж, замечательный рецепт очередного коктейля Алле с нитроклетчаткой и глицерином, напоследок. Или наоборот.
Меланхолик и мизантроп, на всю жизнь Альфонс Алле обрёк себя на маску «смехача», развлекающего коммивояжёров, буржуа, бюргеров и прочих «плоских людей от мира сего», которых он глубоко презирал. Именно оно, это несоответствие самому себе и сделало его — особенным и трагическим писателем. И тем не менее, несмотря ни на что, он продолжал издеваться, глумиться, но смешить…, смешить любой ценой.:28-29 Временами мягко и причудливо, как американский юморист Джеймс Тёрбер, чаще мрачно и саркастически, как «писатель дьявола» Амброз Бирс, литература Альфонса Алле напоминает фантазии и выдумки «Иного мира» Сирано де Бержерака и безусловно предвосхищает словесные игры и многие абсурдистские сюжеты Бориса Виана.:30

«Если море не переливается через край, это только потому, что Провидение позаботилось снабдить океанские воды губками».— (Альфонс Алле, «Штучки»)

Альфонс Алле, в рисунке Саша Гитри

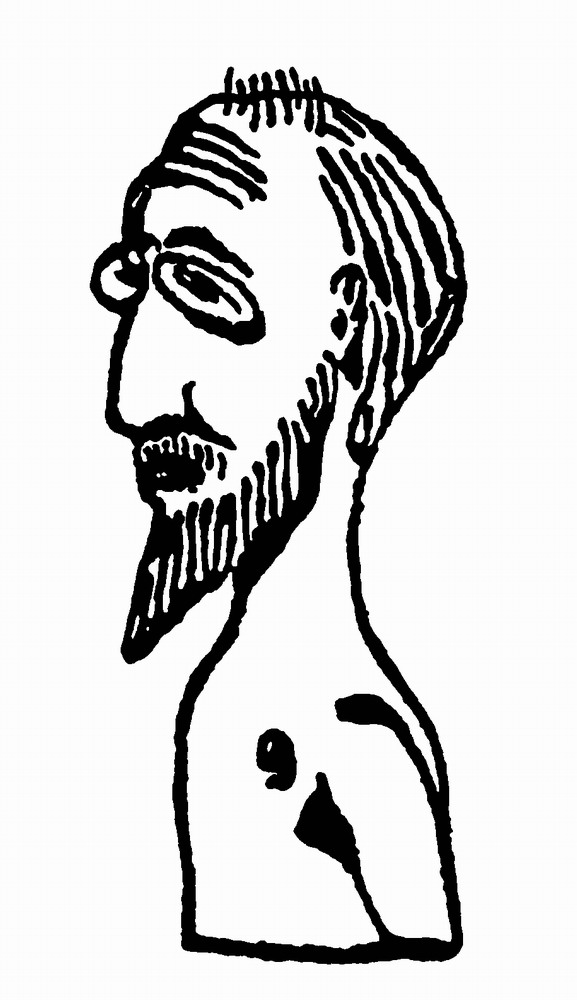
Автопортрет. Эрик Сати

В 1913 году, спустя восемь лет после смерти «дорогого дядюшки» Альфонса, рисуя автопортрет, Эрик Сати написал под ним две короткие строчки: «Я родился слишком молодым в слишком старые времена». С сожалением приходится признать, что эти слова в полной мере применимы и к Альфонсу Алле, с той только разницей, что Эрик Сати всё-таки хотя и немного, но всё же дожил до молодых времён, а Альфонс умер — за десять лет до них, в 1905 году.

«Пока мы соображаем, как бы получше убить время, время методично убивает нас».:31 — (Альфонс Алле, «Штучки»)
Но и после своей классической «Эмболии в отеле Британия» Альфонс уже и сам превратился в игру слов и имя нарицательное. Долгие годы после его смерти парижские интеллектуалы высокомерно использовали слово «Алле» для того, чтобы сказать: «Это несерьёзно, можно не принимать в расчёт!» Однако такая игра со словом «Алле» оказалась явным недомыслием. Почти забытый в течение тридцати лет, Альфонс Алле на время исчез, но только до тех пор, пока сюрреалисты и знаменитые литераторы, такие как Саша Гитри и Жак Превер снова возвратили его сомнительные шутки — широкой публике. Андре Бретон включил сказки Альфонса Алле в знаменитую «Антологию чёрного юмора», признав, таким образом, превосходные сюрреалистические качества его шуток и не шуток. Да и сам термин «сюрреализм», придуманный впервые в 1917 году Аполлинером для премьеры балета «Парад» тоже был своего рода «внучатым племянником» дядюшки Альфонса. Ибо автором первого сюрреалистического балета, «более правдивого, чем сама жизнь» (что и является прямым переводом слова «сюрреализм») — был его прямой наследник, земляк и приятель — Эрик Сати.:32
В июле 2005 года премьер-министр Франции Доминик де Вильпен во время пресс-конференции с большим апломбом ввёл в употребление якобы новый термин «экономический патриотизм» (видимо, с целью хотя бы как-то консолидировать бледнеющие остатки французской нации). Однако авторство этой социал-демократической теории принадлежит…:32 тоже Альфонсу Алле, и впервые она была опубликована в его фундаментальном «экономическом» сборнике «Два и два пять».:32 Именно такое название, «Экономический патриотизм», носит один из самых жёстких и известных рассказов этой книги.

— Что ж, значит, не один только «сюрреализм», но ещё и социал-демократия? Идеи Алле и сегодня живут и побеждают.

## Живописная биография
Кроме занятий литературой «под столиком в кафе», Альфонс Алле имел в своей жизни ещё немало важных для общества обязанностей. В частности, с 1878 года он занял пост главы школы «фумизма» (сообщества пускателей дыма в глаза, фр. «fumisme»),:p.XVI одновременно являясь членом правления клуба почётных гидропатов, а также одним из основных участников, принятых в руководящие органы масонского кабаре «Чёрный кот».

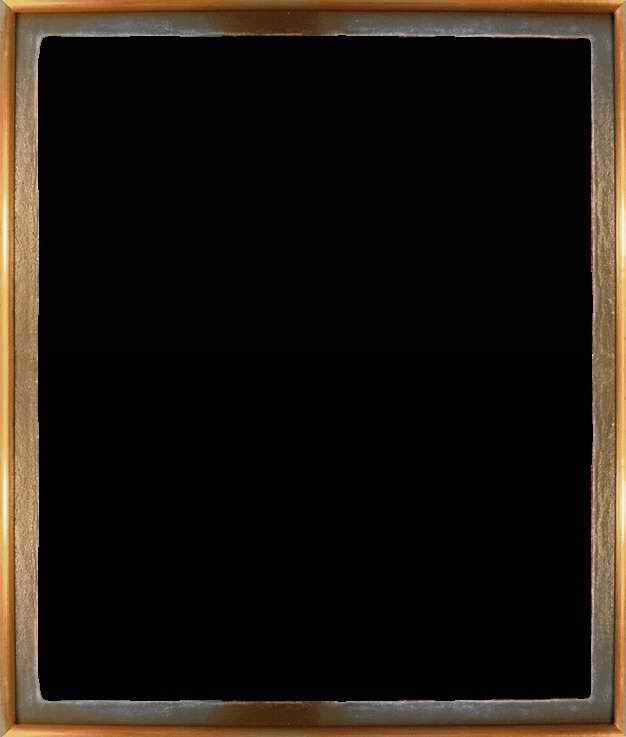
Альфонс Алле, «Битва негров в пещере ночью», 1882

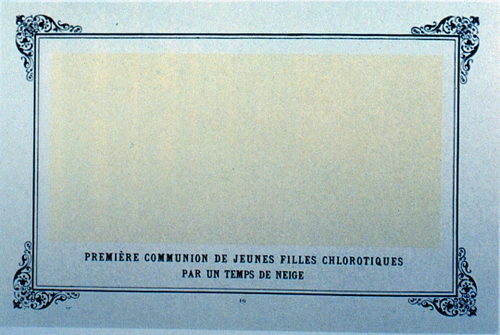
Альфонс Алле
«Анемичные девицы идут к первому Причастию в снежную пору», 1883 г. (так эта картина выглядела в 1897 году).

Именно там, в Галерее Вивьен, во время выставок «Отвязанного искусства» (фр. «les Arts Incohérents») он впервые экспонировал свои знаменитые монохромные картины. Первым в серии художественных открытий Альфонса Алле стало совершенно чёрное и почти квадратное полотно «Битва негров в пещере ночью» (1882 год), первоначально выставленное в золочёной раме его временным собутыльником и коллегой, писателем юмористом, автором водевилей, Полем Бийо. Не остановившись на достигнутом успехе, спустя год (на второй выставке «Отвязанных искусств») Алле выставил девственно белый лист бристольской бумаги под названием «Хлоротичные девицы идут к первому Причастию в снежную пору» (1883 год).:p.XXI Спустя ещё год, очередная картина Альфонса Алле была воспринята как своего рода «колористический взрыв». Прямоугольный пейзаж «Уборка урожая помидоров на берегу Красного моря апоплексичными кардиналами» представлял собой ярко-красную одноцветную картину без малейших признаков изображения (1884 год).

«Истинная вершина портретного искусства: когда запросто можно сесть — и побриться перед собственным изображением».:32 — (Альфонс Алле, «Штучки»)
Таким образом, за тридцать лет до супрематических откровений Казимира Малевича маститый художник Альфонс Алле сделался «неизвестным автором» первых абстрактных картин. Белый прямоугольник на белом фоне и чёрный квадрат на чёрном фоне также могут быть рассмотрены как точное предвосхищение конструктивизма и концептуализма.:33 Пожалуй, единственное отличие Альфонса Алле от его последователей заключалось в том, что он, выставлял свои работы как шутку и нисколько не пытался выглядеть многозначительным философом или серьёзным первооткрывателем. Именно это, пожалуй, и обусловило отсутствие «профессионального» признания его вклада в историю искусства. Своими работами в области живописи Альфонс Алле очень точно пояснил старый тезис: «Не так важно, что ты делаешь, гораздо важнее — как ты это подаёшь».

«У голодного брюха нет ушей, но зато у него замечательный нюх».— (Альфонс Алле, «Штучки»)
Тем не менее, у трёх «квадратов» Альфонса Алле безусловно нашлись и свои благодарные зрители. Одним из них кстати оказался тот же Эрик Сати, спустя двадцать лет сам написавший первые концептуальные и конструктивистские произведения, правда, не живописные, а в области литературы и музыки.

«Вот моё маленькое посвящение дядюшке Альфонсу Алле. Мне нравится этот текст. Он по праву принадлежал бы его руке. Ровно за двадцать лет до этой штуки, дядюшка опубликовал своё дивное произведение. Оно называлось „Первое Причастие оледеневших девиц, хлорированных белым снегом“. Я с грустью думаю, что он, вследствие своей белой смерти, уже никогда не прочитал своими белыми глазами моей белой статьи…» — (Эрик Сати, «День музыканта», Revue Musicale S.I.M., 15 февраля 1913 года.)

## Музыкальная биография

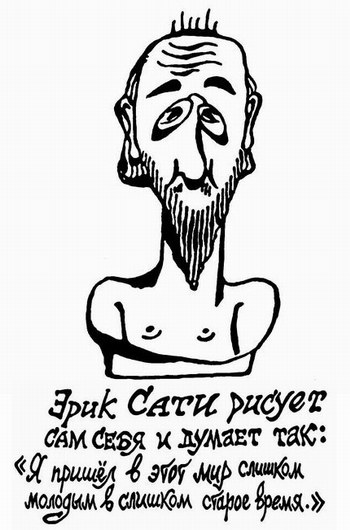
Эрик Сати, автопортрет 1913 года

Благодаря водопроводчику по имени Виталь Оке (фр. Vital Hocquet), в свободное от работы время писавшему стихи под псевдонимом Нарцисс Лебо (фр. Narcisse Lebeau) молодой композитор, автор странных пьес под названием «Гимнопедии» и «Гноссиены» Эрик Сати был рекомендован ко вступлению в члены привилегированного клуба кабаре «Чёрный кот». И благодаря этому же водопроводчику, судя по всему, сегодня известен такой композитор-минималист, как Альфонс Алле. Годы дружбы и совместной работы в нескольких журналах и редкие поездки вместе на побывку в Онфлёр повлияли, по-видимому, не только на самого Эрика Сати, человека крайне самостоятельного и не подверженного влияниям:34. Судя по всем признакам, именно Эрик Сати и привлёк внимание постоянно эксцентричного Альфонса Алле к музыке. До того момента он не чувствовал в себе «композитора» и его музыкальный гений дремал.
Разбуженный не менее оригинальным и эксцентрическим творчеством Эрика Сати, спустя девять лет дружеского общения Альфонс Алле решил внести также и свой исторический вклад в музыкальное искусство. В 1897 году он повторно сочинил, «привёл в исполнение» и опубликовал в специальном альбоме издательства Оллендорф «Траурный марш для похорон великого глухого», который, впрочем, не содержал ни одной ноты. Только гробовую тишину, в знак уважения к смерти и понимания того важного принципа, что большие скорби — немы. Они не терпят ни суеты, ни лишних звуков. Само собой, что партитура этого марша представляла собой пустую страницу нотной бумаги, одолженную Эриком Сати для однократного исполнения альфонсовского шедевра.
Итак, за пятьдесят пять лет до пьесы «4′33″» Джона Кейджа и почти за полвека до предсмертного молчания Эрвина Шульхофа, Альфонс Алле явился автором если и не первой, то уж второй минималистской музыкальной композиции — точно:35. Речь здесь идёт о том, что первый образец минималистической пьесы был создан Эриком Сати четырьмя годами ранее, в апреле 1893 года. Находясь в состоянии сильнейшей досады на свою строптивую любовницу, Сюзанн Валадон, Сати сочинил не слишком длинную и крайне однообразную по звучанию пьесу «Неприятности» (фр. «Vexations»). В конце пьесы стояло авторское указание, согласно которому пианист должен был играть эту пьесу «840 раз подряд, по желанию, но не больше». Однако до нескольких минут проникновенной тишины в качестве траурной симфонии «по умершему глухому» Эрик Сати тогда не додумался, и приоритет изобретения молчаливого направления минимализма отошёл к другому уроженцу Онфлёра, вовсе не имевшему музыкального образования.
Эрик Сати и Альфонс Алле — два первых, преждевременных и некоронованных минималиста в истории искусства. Один, создавший в виде своих «Неприятностей» и «Меблировочной музыки» репетативное направление минимализма за семьдесят лет до его появления, а другой — почти в то же время придумавший кейджевский «силентизм» в виде молчаливой шутки на смерть великого глухого:36
Сегодня эти два имени редко связывают. Однако современники отчётливо понимали, что два этих автора, писатель и композитор, поэт и драматург, живописец и график, находятся рядом друг с другом. Волей судьбы Эрик Сати, бывший двенадцатью годами моложе, пережил Альфонса Алле ровно на двадцать лет. Но до самого конца жизни Эрика Сати нередко продолжали называть «Альфонсом Алле музыки» (чаще в негативном смысле, желая как-то обругать или принизить). И даже в 1924 году, отправляя Сати «в отставку» и желая его «аргументированно» оскорбить, композитор Жорж Орик, очень молодой человек, никогда не знавший Альфонса Алле, написал в литературной хронике:

«Разуйте глаза! Это же просто нормандский нотариус, пригородный аптекарь, гражданин Сати из Совета Аркёя, старый приятель Альфонса Алле и кантор Розы и Креста»— («Les Nouvelles litteraires, artistiques et scientifiques», №88, 21 июня 1924.)
.

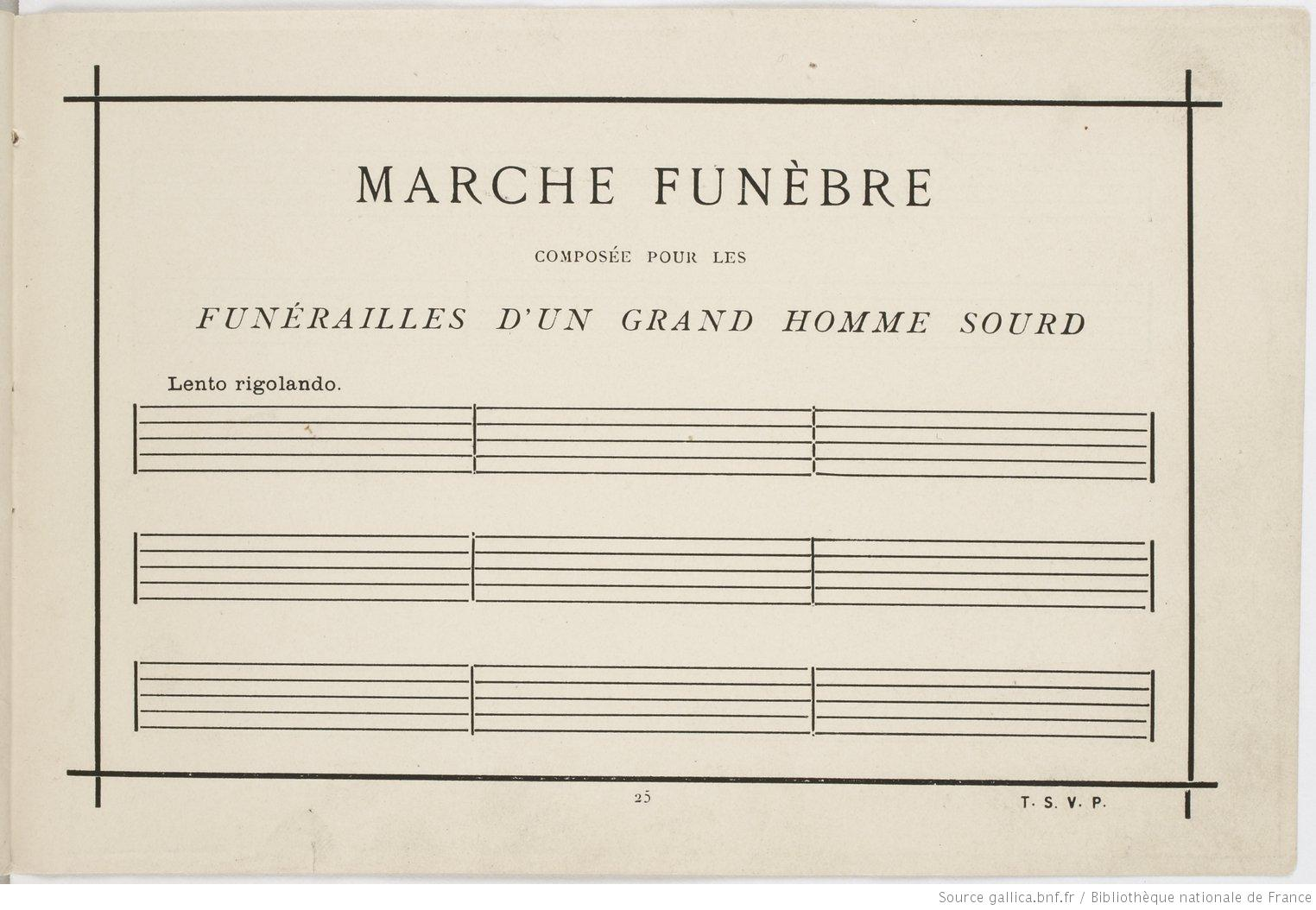
Траурный марш для похорон великого глухого

И пожалуй, наиболее прямым вкладом Альфонса Алле в музыкальную историю можно считать не его траурный марш молчания, а Эрика Сати собственной персоной, «Альфонса Алле музыки», того самого Альфонса Алле, который являлся «Эриком Сати» литературы:37. Хотя и сам Сати писал блестящие рассказы, эссе и пьесы, равно как и Альфонс Алле, и рисовал сотни графических и каллиграфических картин, он кроме того был ещё и музыкантом, как Алле, и уроженцем того же самого Онфлёра (Кальвадос, Нормандия), «где иногда было до смешного жарко… для такого маленького городка».

## Публикации

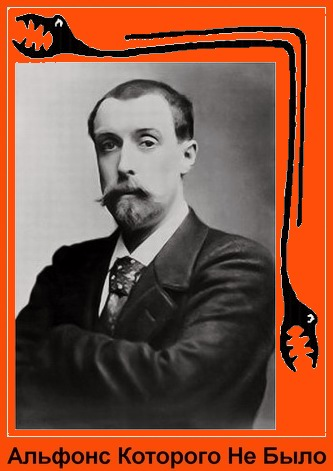
Альфонс Алле (35-летний), фотография из книги

- В 2013 году издательством «Центр Средней Музыки» и Лики России, Санкт-Петербург выпущена книга: Юрий Ханон, «Альфонс, которого не было». Это первая книга Алле и об Алле на русском языке.[19] В неё вошли полностью два известнейших сборника рассказов Альфонса Алле: «Мы не говядина», «Дважды два почти пять», а также микросборник «Три ботинка» и два больших предисловия: «Альфонс который был» и «Альфонс которого не было». Русский текст книги полностью составил Юрий Ханон.

«…B эту книгу…, я повторяю, в эту книгу я вложил всё…, 

…всё что мне до сих пор было известно о тупости и 

о скудоумии…, я повторяю, о скудоумии и тупости…, 

вашей тупости…, мадам, мсье…, и даже мадмуазель. 

А всех остальных я попросил бы не беспокоиться.
Потому что беспокоиться — поздно».:5
— (Юрий Ханон, эпиграф из книги «Альфонс которого не было»)
Книга «Альфонс которого не было» стала первой, но отнюдь не последней в русском наследии Альфонса Алле. Тому же тандему авторов, (хотя и с разной степенью участия Альфонса Алле) принадлежат ещё несколько книг, выпущенных нумерованными тиражами в «Центре Средней Музыки», среди которых можно назвать: «Три Инвалида» (С-Петербург, 2011), «Ханон Парад Алле» (2011), а также «Два Процесса», «Мы не свинина», «Не бейтесь в истерике» и, пожалуй, основной труд «Чёрные Аллеи», вместивший в себя 160 отборно жёстких и жестоких рассказов чёрного цвета и 200 философских эссе, — как если бы абсурдный человеческий мир в редакции Альфонса Алле предстал с подробными комментариями Фридриха Ницше.:543

## Комментарии
1. ↑  На второй выставке «Отвязанного искусства» в 1883 году эта картина Альфонса Алле выглядела иначе. Приведённая в тексте репродукция была специально оформлена для публикации альбома живописи Альфонса Алле в парижском издательстве Оллендорф в 1897 году.